# Laurent Vianay
Laurent Vianay est un architecte français né le 10 octobre 1843 à Lyon et mort le 24 avril 1928 Cannes.

## Biographie
Laurent Vianay naît le 10 octobre 1843 à Vaise. Il est le fils de Philibert Vianay, veloutier, et de Françoise Bernard. Diplômé de l'école des Sciences et des Arts industriels de la Martinière à Lyon, il s'établit en 1863 à Cannes où il épouse, le 24 août 1869, Marie Bernard, fille d’Antoine Bernard, capitaine au long cours membre d'une vieille famille cannoise, et de Marie Isnard. Ils ont une fille, Marguerite, née le 15 septembre 1870 et morte le 23 mars 1967, après avoir épousé le 23 février 1889 à Cannes Joseph Tourel,.
Il connaît dès lors une notoriété fulgurante : il est, dès 1864, architecte expert de la ville, membre de la société centrale des architectes de France, en 1883, vice-président de l'Administration des Hospices de Cannes, président de la Commission d'Assistance publique, président de la Société de bienfaisance italienne de Cannes, président du Comité des Fêtes, officier de l'Instruction publique puis officier d'Académie, en 1897, et chevalier de la couronne d'Italie, en 1899.
Il meurt le 24 avril 1928 à Cannes. Ses obsèques, qui rassemblant un nombre important de personnalités, sont célébrées à l'église Notre-Dame-de-Bon-Voyage. Il est inhumé au cimetière du Grand Jas dans cette même ville,.

## Œuvre
Ses premières commandes, dès 1863, sont, sans doute du fait de sa qualité de petit-neveu du curé d'Ars, des édifices religieux ou tenus par des religieux à commencer par le projet de reconstruction de l'abbatiale que les moines cisterciens de Lérins lui confient en 1863 ou celui du Collège Stanislas sur l'initiative de l'abbé Lalanne en 1870. Pendant plus d'un demi-siècle, il signe ensuite la plupart des œuvres architecturales importantes de la ville de Cannes comme les écoles communales de la Ferrage ou les abattoirs, sans compter d'importants travaux à Grasse et à Saint-Raphaël.
Architecte très coté, il répond à un nombre considérable de commandes privées : hôtels de voyageurs, villas, immeubles. Le style des villas construites sous sa direction où « le gothique côtoie le faux-grec, le rococo flirte avec le sulpicien » a longtemps été contesté. Ses nombreuses réalisations témoignent en effet de son éclectisme mais aussi de l'élégance de ses ouvrages magnifiés par un décor sculpté.

## Inventaire général du patrimoine culturel
Nombre de ses réalisations sont inscrites à l'inventaire général du patrimoine culturel au titre du recensement du patrimoine balnéaire de Cannes et de la région Provence-Alpes-Côte d'Azur.

### À Cannes
- Hôtel Bellevue, 9 à 17 avenue Jean-de-Noailles (1858)[8]
- Église Notre-Dame-des-Pins, 28 boulevard Alexandre-III (1865)[9]
- Villa Anna-Claire, 2 place Général-de-Gaulle (1865)[10]
- Hôtel Beau Site, 13 boulevard Beau Site (1868)[11]
- Asile évangélique, 2 boulevard Delaup (1868)[12]
- Villa Berthe, 2 à 6 rue Volta (1868)[13]
- Église Notre-Dame-de-Bon-Voyage, 2 bis rue Buttura (1869)[14]
- Villa du Grand Pin, 19 avenue du Grand-Pin (1870)[15]
- Villa Emilia, 47 boulevard d'Alsace (1970-1874)[16]
- Hôtel des Pins, 54 boulevard Alexandre III (1872)[17]
- Série des villas Claudia, André, Léon et Marie, 37 à 40 boulevard d'Alsace (1872)[18]
- Série des villas des Émeraudes, des Topazes et des Perles et des Saphirs, 5 à 13 rue Molière (1872)[19]
- Villa Marie-Henriette, 9 traverse Beauséjour (1872)[20]
- Villa Patria, 27 rue Louis-Nouveau (1872)[21]
- Villa Julie-Marie, 43 avenue Isola-Bella (1875)[22]
- Hôtel de la Californie, 23 à 27 avenue du Roi-Albert Ier (1876-1913)[23]
- Villa Maria, 8 rue Merle (1877)[24]
- Villa Bernard, 35 boulevard de la Croisette (1879)[25]
- Villa Lisnacrieve, 33 avenue Jean-de-Noailles (1880)[26]
- Villa Tony, 9 avenue de Lyon (1880)[27]
- Villa Elvina, 13 avenue de Lyon (1880)[28]
- Château Saint-Roch, 55 avenue du Roi-Albert Ier (1884)[29]
- Immeuble du 103 rue d'Antibes, 103 rue d'Antibes (1890)[30]
- Hôtel du Parc et parc Vallombrosa  Classé MH (1993), 6 à 8 avenue Jean-de-Noailles et 10 avenue du Docteur-Raymond-Picaud (1890-1893)[31]
- Villa La Parisienne, 53 avenue Petit-Juas (1909)[32]

### À Saint-Raphaël
À Saint-Raphaël, il est l'un des architectes auxquels le maire Félix Martin fait appel, à partir de 1878, pour l'édification de la station balnéaire nouvelle et de la station de villégiature de Valescure. Il construit également des villas comme la Villa des Myrthes en 1881 et la Villa Marguerite en 1882.